# Merothrips morgani
Merothrips morgani – gatunek wciornastka z podrzędu pokładełkowych i rodziny Merothripidae.
Gatunek ten opisany został przez J. Douglasa Hooda w 1912 roku.
Ciało długości około 1 mm, jasnobrązowawo-żółte. Czułki ośmioczłonowe. Podobny do M. floridensis, od którego różni się zakrzywionymi liniami rzeźby na środkowej części przedplecza.
Gatunek ten spotykany jest pod kłodami, w grzybach i w ściółce. Żywi się grzybnią zasiedlającą martwe drewno.
Wciornastek ten wykazany został z Illinois, Connecticut, Nowego Jorku, Dystryktu Kolumbii, Maryland, Wirginii, Florydy, Georgii, Indiany, Iowy, Maine, Massachusetts, Teksasu, Kalifornii, Hawajów, Panamy, Galapagos, Australii, Indii i Kenii.